# Ernst von Eynern
Ernst von Eynern, född 2 april 1838 i Barmen, död där 2 november 1906, var en tysk politiker och köpman.
Eynern invaldes 1879 i preussiska deputeradekammaren, där han anslöt sig till Tyska nationalliberala partiet och med iver bekämpade Centrumpartiets ultramontana politik. Han arbetade särskilt för nya järnvägs- och kanalbyggnader och var flera gånger ordförande i deputeradekammarens kanalutskott. Han utgav 1901 Zwanzig Jahre Kanalkämpfe, 1882-1901.